# Dendrochilum
Dendrochilum (em português: Dendróquilo) é um género botânico pertencente à família das orquídeas (Orchidaceae).
É um género rico em espécies e morfologicamente diferentes, de orquídea epífitas, da tribo Coelogyneae e subtribo Coelogyninae. Estão proximamente relacionadas com o género Pholidota. Neste género incluem-se as espécies antes incluídas nos géneros  Acoridium e Platyclinis, distribuindo-se desde Myanmar, à Papua-Nova Guiné, com centros de espécies endémicas nas montanhas de Sumatra, Bornéu e Filipinas.

## Etimologia
O nome deste gênero deriva da união de duas palavras gregas: δένδρον (dendron), que significa "árvore", e 'χειλος (Kheilos) que significa "lábio"; referindo-se ao seu labelo e à maneira como vivem as espécies deste gênero, ou seja a sua natureza epífita.
Nome comum:
- Orquídea Colar
- Orquídea Cadeia

## Habitat
Estima-se que haja 271 espécies, que são epífitas e por vezes litófitas e mais raramente terrestres.
Das estimadas 271 espécies, 81 (87 taxones) estão reconhecidas em Bornéu. Só uma pequena quantidade de espécies, a maioria das Filipinas, são as que se cultivam.
Se bem que são um elemento característico da flora de floresta de baixa montanha, também se encontram em habitats tão diversos como os mangais das costas e nas rochas graníticas expostas ao vento das zonas subalpinas.
O monte Kinabalu é a área mais rica em Dendrochilum de todo o Bornéu, donde foram descritas 32 espécies, representando 39,5% do total de todas as espécies nesta área. Destas, doze espécies e duas variedades são endémicas desta montanha. Uma segunda área de diversidade, foi identificada nas montanhas a leste de Sarawak.
Uma recente subdivisão estabelece quatro subgéneros e 13 secções dentro deste género.

## Descrição
As espécies de Dendrochilum têm rizomas rastreiros, pseudobulbos ovóides a cilíndricos, que estão basalmente envoltos com brácteas delgadas de cor castanha ou verde e que desenvolvem de 1 a 2 folhas apicais, turgescentes e erectas, de lanceoladas a elípticas, com um pecíolo alargado que se vai ampliando.
As inflorescências são racemosas, apicais, com brácteas florais persistentes. Aparecem no centro das folhas, emergindo, delgadas, largas, ascendendo para logo descender abruptamente, com pequena ou grande densidade de odoríferas flores minúsculas ou pequenas, com sépalas laterais sacadas na base então concrescidas por mais da metade do comprimento.
Quando têm sépalas laterais planas na base então sempre são plantas com pseudobulbos monofoliados, com folhas plicadas ou não; inflorescência apresentando poucas ou muitas flores que medem no máximo 3 cm, quando poucas então com sépalas que medem menos de 1 cm de comprimento; com pétalas pouco mais estreitas que as sépalas; de labelo grandemente livre da coluna, sem esporão, não sacado na base, se trilobado então os lobos não se estendem até a base mas iniciam repentinamente longe da base, se inteiro então sem margens eretas, quando há carenas estas são inteiras, glabras e regulares; coluna pouco espatulada na estremidade.